# Vera Lomax
Vera Lomax is een personage uit de Britse televisieserie Coronation Street. Actrice Ruth Holden vertolkte de rol van Vera Lomax.

## Biografie

### 1960
Vera trouwde met Bob Lomax met hem heeft ze ook een zoon Colin Lomax.
Vera verscheen voor het eerst in Coronation Street in 1960 toen ze op ziekenbezoek kwam bij haar moeder Ena Sharpels. Ena moest niet veel hebben van de hulp van haar dochter. Desondanks bleef Vera haar moeder helpen. Toen haar moeder weer genezen was, keerde Vera terug naar haar gezin.

### 1966-1967
In 1966 raakte Bob en Vera in diep in de schulden. Hierdoor liep het huwelijk op de klippen. Ze keerde weer terug naar Weatherfield om bij haar moeder te wonen. Ze werd echter niet met open armen door haar moeder ontvangen.
Ena gaf haar wel £150, zodat ze in ieder geval de eerste paar weken kon overleven. Een jaar later stond Vera weer bij haar moeder op de stoep. Ze zei dat ze niet meer voor haar zoon kon zorgen en dat ze ziek was. Ena geloofde haar niet en nam contact op met dokter Connor. Hij bevestigde Vera's verhaal. Ze had een hersentumor en nog maar een maand te leven. Vera wist niet dat haar ziekte terminaal was. Ena durfde het haar niet te vertellen en zag haar dochter steeds verder aftakelen. Vera overleed in januari 1967.
Concepta Riley · Elsie Lappin · Florrie Lindley · Joan Akers · Lionel Petty· May Hardman · Sandra Petty · Vera Lomax